# Legoland California
A Legoland California Resort a Lego játékmárkára épülő vidámpark, miniatűr park és akvárium a kaliforniai Carlsbadban. Az 1999. március 20-án megnyílt park volt az első Európán kívüli Legoland park, jelenleg a Merlin Entertainments tulajdonában van, amely 2005-ben többségi részesedést szerzett benne. 2011-ben nyílt meg a második park az Egyesült Államokban, a Legoland Florida, a harmadik park, a Legoland New York pedig 2021 májusában nyílt meg.